# Tadeusz Sopoćko
Tadeusz Sopoćko, ps. „Wab” (ur. 13 maja 1896 w Sosnówce, zm. 12 lutego 1937 w Brukseli) – polski działacz harcerski, niepodległościowy, społeczny i emigracyjny, pisarz.

## Życiorys
Urodził się 13 maja 1896 w majątku Sosnówka na Podolu. Wykształcenie średnie uzyskał w Warszawie.
Od 1913 działał w skautingu. Podczas I wojny światowej w 1915 wyjechał na wycieczkę wraz z zakonspirowanym zastępem harcerskim i zmuszony był pozostać na terenach ukraińskich. Na obszarze Rusi w 1916, 1917, 1918 był drużynowym II drużyny harcerskiej „sztabowej” Naczelnika Harcerstwa w Kijowie, a w 1918 członkiem sztabu Naczelnictwa Harcerstwa na Rusi. W Kijowie aktywnie udzielał się w ruchu harcerskim, był współautorem podręcznika harcerskiego z 1917 (Książeczka harcerza), pisał artykuły do pisma „Harce”. Równolegle studiował w Polskim Kolegium Uniwersyteckim w Kijowie, działał w Polskim Towarzystwie Pomocy Ofiarom Wojny, był instruktorem w Polskiej Radzie Ziemian, członkiem Ligi Wojennej Walki Czynnej oraz ochotnikiem w polskiej Milicji Narodowej w Kijowie.
Na przełomie 1918/1919 był komendantem samodzielnego okręgu harcerskiego w Winnicy, działając pod pseudonimem „Wab”. Celem ocalenia podkomendnych harcerzy w czasie trwającego wówczas terroru bolszewickiego założył komunę rolną i został jej komisarzem. Ocalił także archiwum Naczelnictwa Harcerstwa, przewiezione później do Warszawy. Na Rusi działał również w Polskiej Organizacji Wojskowej. W 1919 utworzył oddział wojskowo-wywiadowczy, sformowany ze starszych wiekiem harcerzy winnickiego okręgu. 7 lipca 1919 wraz z innymi członkami Komendy POW w Winnicy został aresztowany przez czekę, następnie zwolniony przez prześladowców dotarł do Warszawy. Tam został przydzielony do Szkoły Podchorążych, gdzie ukończył klasę XX oraz współorganizował grupę harcerską oraz współredagował pismo „Podchorąży”. Mianowany na stopień podporucznika, został skierowany na front walk wojny polsko-bolszewickiej. W 1920 został rannym, a po leczeniu został przydzielony do Oddziału II Naczelnego Dowództwa. Został zweryfikowany w stopniu podporucznika rezerwy piechoty ze starszeństwem z dniem 1 czerwca 1920. W 1923, 19245 był oficerem rezerwowym 71 pułku piechoty w Ostrowie Łomżyńskim. W 1934 jako podporucznik rezerwy był przydzielony do Oficerskiej Kadry Okręgowej nr I jako oficer przebywający na stałe zagranicą i pozostawał wówczas w ewidencji Powiatowej Komendy Uzupełnień Warszawa Miasto III.
W II Rzeczypospolitej zaangażował się w działalność Związku Harcerstwa Polskiego. W 1920 był członkiem Wydziału Wschodniego Głównej Kwatery ZHP, od 1921 do 1922 członkiem Głównej Kwatery Męskiej i Komisarzem Zagranicznym ZHP, od 1921 do 1928 sekretarzem do spraw zagranicznych Działu Zagranicznego Naczelnictwa ZHP (którego był twórcą), a w 1922 również sekretarzem Biura Skautów Słowiańskich (którego był współzałożycielem). Ukończył studia w Szkole Nauk Politycznych w Warszawie.
Został pracownikiem Ministerstwa Spraw Zagranicznych. Podjął pracę w Brukseli, gdzie wyjechał wraz z żoną, Belgijką, Marią z domu Furquim d’Almeida. Od 1929 do 1930 pracował jako Komisarz Zagraniczny ZHP, a od 1930 do 1931 był instruktorem w Belgii. Jednocześnie był w Belgii pełnomocnikiem Centralnego Biura Porozumienia Antykomunistycznego. W harcerstwie uzyskał stopień harcmistrza, który 12 marca 1931 został mu cofnięty i Sopoćko został zwolniony z ZHP. Do końca życia nie ustawał w pracy społecznej na emigracji i twórczości pisarskiej. Jako korespondent pisał dla „Kuriera Warszawskiego”, a ponadto współpracował z periodykami „Strażnica Harcerska”, „Walka z bolszewizmem”, „Tęcza”, „Wiadomości Portu Gdyńskiego”. Należał do Związek Literatów i Dziennikarzy.
Zmarł po długiej chorobie i przebytej operacji 12 lutego 1937 w Brukseli. Miał siostry i braci.

## Publikacje
- Książeczka harcerza (1917, współautor: Henryk Glass)[3]
- Życie pogodne (1922; współautor: Olgierd Grzymałowski; ponowne wydanie w serii Przywrócić Pamięć)[3][15][4]
- Na tropach ludzi i zwierząt (1925; współautor: Olgierd Grzymałowski; ponowne wydanie w serii Text, Biblioteka Kręgu Płaskiego Węzła)[3]
- Belgia i Polska (rękopis niewydrukowany)[3]

## Ordery i odznaczenia
- Krzyż Walecznych[2][5]
- Srebrny Krzyż Zasługi (13 września 1926)[16][2][5]
- Medal Pamiątkowy za Wojnę 1918–1921[3]
- Miecze Hallerowskie[2][5]
- Odznaka Naczelnego Dowództwa Wojska Polskiego[3]
- Odznaka honorowa Czerwonego Krzyża (Austro-Węgry, 1914)[3]